# Anthony Sowell
Anthony Edward Sowell (* 19. August 1959 in East Cleveland, Ohio; † 8. Februar 2021 in Ohio) war ein zum Tode verurteilter US-amerikanischer Serienmörder. In den Jahren 2007 bis 2009 vergewaltigte und tötete er mindestens elf Frauen in seinem Haus in Cleveland, Ohio.

## Leben
Anthony Sowell brach die High School ab und trat 1978 in das United States Marine Corps ein, in dem er den Rang eines Corporals erreichte. Er war unter anderem auf Okinawa stationiert und erhielt mehrere Auszeichnungen. In der Zeit bis zu seiner ehrenhaften Entlassung 1985 hatte er geheiratet und wurde Vater eines Kindes.
1990 wurde er wegen eines gewalttätigen sexuellen Übergriffs auf eine schwangere Frau zu einer Freiheitsstrafe von 15 Jahren verurteilt. 2005 wurde er aus dem Gefängnis entlassen und zog anschließend in ein dreistöckiges weißes Haus an der Imperial Avenue, das seinem verstorbenen Vater gehört hatte. Bis zum Jahr 2007 lebte er mit einer Nichte des Bürgermeisters von Cleveland Frank G. Jackson zusammen und arbeitete in einer Fabrik.
Nach Aufdeckung der Mordserie wurden Vorwürfe laut, die Polizei hätte einige der Taten verhindern können. Denn bereits im Dezember 2008 und nochmals im April 2009 meldeten sich Frauen bei der Polizei, die aussagten, von Sowell vergewaltigt worden zu sein. Erst als eine dritte Frau im September 2009 zur Polizei ging, wurden die Beamten tätig. Im Zuge der Ermittlungen betraten sie am 29. Oktober 2009 Sowells Haus und entdeckten darin zwei verweste Frauenleichen. Sowell selbst war nicht anwesend, wurde aber bereits zwei Tage später nach Hinweisen aus der Bevölkerung verhaftet. Bei der genaueren Untersuchung seines Anwesens fanden die Ermittler unter anderem im Kriechkeller, im Wohnzimmer und im Hinterhof neun weitere Frauenleichen.
Sowells Opfer waren ausschließlich sozial benachteiligte schwarze Frauen, die er zwischen Mai 2007 und September 2009 mit der Aussicht auf Alkohol oder andere Drogen in sein Haus lockte, um sie anschließend zu vergewaltigen und umzubringen. Deren Verschwinden fiel zudem oftmals niemandem sofort auf.
Am 22. Juli 2011 wurde Sowell in 82 Anklagepunkten, darunter der Mord an elf Frauen, für schuldig befunden. Am 10. August forderten die Geschworenen die Todesstrafe, die am 12. August durch den Richter Dick Ambrose bestätigt wurde. Sowell hatte während der Verhandlung zwar Reue gezeigt, diese sei Ambrose und den Geschworenen jedoch unglaubwürdig erschienen und daher nicht strafmildernd berücksichtigt worden.
Sowell starb am 8. Februar 2021 an einer nicht näher bekanntgegebenen Krankheit.